# Kaitlyn Christian
Kaitlyn Christian (* 13. Januar 1992 in Orange, Kalifornien) ist eine US-amerikanische Tennisspielerin.

## Karriere
Kaitlyn Christian spielt vorrangig bei ITF-Turnieren, wo sie auf dem ITF Women’s Circuit bislang einen Einzel- und 13 Doppeltitel gewann.
Als College-Spielerin scheiterte Christian bei den NCAA Division I Tennis Championships 2012 mit ihrer Partnerin Sabrina Santamaria als viertgesetzte bereits in der ersten Runde. Ein Jahr darauf, bei den NCAA Division I Tennis Championships 2013 gewannen die beiden den Titel im Doppel.
Bei den US Open 2013 erhielt sie zusammen mit ihrem Partner Dennis Novikov eine Wildcard für den Mixedwettbewerb, wo die beiden aber bereits in der ersten Runde gegen Andrea Hlaváčková und Maks Mirny mit 1:6 und 1:6 scheiterten.
Mit ihrer Doppelpartnerin Sabrina Santamaria, mit der Santamaria bereits seit der U14-Division Doppel spielt, erhielt sie Wildcards für die mit 100.000 US$ dotierten Odlum Brown Vanopen 2015, die mit 125.000 US$ dotierten Carlsbad Classic 2015, einem Turnier der WTA Challenger Series und auch für die US Open 2015. Dort mussten sie in der ersten Runde gegen die späteren Titelgewinner Martina Hingis und Sania Mirza antreten und verloren das Match mit 1:6 und 2:6. Im Jahr 2021 gewann Kaitlyn mit Sabrina Santamaria ihren ersten Doppeltitel auf der WTA-Challenger-Tour und im Jahr 2022 den ersten WTA-Titel im Doppel mit Lidsija Marosawa in Guadalajara.

## Turniersiege

### Einzel
| Nr. | Datum           | Turnier | Kategorie   | Belag             | Finalgegnerin | Ergebnis      |
| --- | --------------- | ------- | ----------- | ----------------- | ------------- | ------------- |
| 1.  | 8. Oktober 2016 | Tarakan | ITF $10.000 | Hartplatz (Halle) | Haruka Kaji   | 5:7, 6:3, 6:2 |

### Doppel
| Nr. | Datum            | Turnier         | Kategorie      | Belag             | Partnerin            | Finalgegnerinnen                      | Ergebnis          |
| --- | ---------------- | --------------- | -------------- | ----------------- | -------------------- | ------------------------------------- | ----------------- |
| 1.  | Juli 2009        | Atlanta         | ITF $10.000    | Hartplatz         | Lindsey Nelson       | Amanda Fink Yasmin Schnack            | 7:5, 7:62         |
| 2.  | 20. Juni 2010    | Mount Pleasant  | ITF $10.000    | Sand              | Caitlin Whoriskey    | Petra Rampre Shelby Rogers            | 6:4, 6:2          |
| 3.  | 27. Juli 2013    | Viserba         | ITF $10.000    | Hartplatz         | Sabrina Santamaria   | Giulia Gasparri Lisa Sabino           | 6:2, 6:1          |
| 4.  | 22. Februar 2015 | Surprise        | ITF $25.000    | Hartplatz         | Jacqueline Cako      | Johanna Konta Maria Sanchez           | 6:4, 5:7, [10:7]  |
| 5.  | 28. März 2015    | Metepec         | ITF $10.000    | Hartplatz         | Maria Fernanda Alves | Victoria Rodriguez Marcela Zacarías   | 2:6, 6:1, [15:13] |
| 6.  | 5. November 2016 | Stellenbosch    | ITF $10.000    | Hartplatz         | Chanel Simmonds      | Valeria Bhunu Linea Malmqvist         | 6:0, 7:63         |
| 7.  | 17. Juni 2017    | Sumter          | ITF $25.000    | Hartplatz         | Giuliana Olmos       | Ellen Perez Luisa Stefani             | 6:2, 3:6, [10:7]  |
| 8.  | 1. Oktober 2017  | Templeton       | ITF $60.000    | Hartplatz         | Giuliana Olmos       | Viktorija Golubic Amra Sadikovic      | 7:5, 6:3          |
| 9.  | 29. Oktober 2017 | Macon           | ITF $80.000    | Hartplatz         | Sabrina Santamaria   | Paula Cristina Gonçalves Sanaz Marand | 6:1, 6:0          |
| 10. | 4. Februar 2018  | Midland         | ITF $100.000   | Hartplatz (Halle) | Sabrina Santamaria   | Jessica Pegula Maria Sanchez          | 7:5, 4:6, [10:8]  |
| 11. | 24. Februar 2018 | Rancho Santa Fe | ITF $25.000    | Hartplatz         | Sabrina Santamaria   | Eva Hrdinová Taylor Townsend          | 6:76, 6:1, [10:6] |
| 12. | 13. Mai 2018     | Cagnes-sur-Mer  | ITF $100.000   | Sand              | Sabrina Santamaria   | Wera Lapko Galina Woskobojewa         | 2:6, 7:5, [10:7]  |
| 13. | 9. Mai 2021      | Saint-Malo      | WTA Challenger | Sand              | Sabrina Santamaria   | Hayley Carter Luisa Stefani           | 7:64, 4:6, [10:5] |
| 14. | 27. Februar 2022 | Guadalajara     | WTA 250        | Hartplatz         | Lidsija Marosawa     | Wang Xinyu Zhu Lin                    | 7:5, 6:3          |
| 15. | 12. März 2022    | Irapuato        | ITF W60+H      | Hartplatz         | Lidsija Marosawa     | Anastassija Tichonowa Daniela Vismane | 6:0, 6:2          |

## Abschneiden bei Grand-Slam-Turnieren

### Doppel
| Turnier         | 2015 | 2016 | 2017 | 2018 | 2019 | 2020 | 2021 | 2022 | 2023 | Karriere |
| --------------- | ---- | ---- | ---- | ---- | ---- | ---- | ---- | ---- | ---- | -------- |
| Australian Open | —    | —    | —    | —    | AF   | 2    | 1    | 1    | 1    | AF       |
| French Open     | —    | —    | —    | 2    | 1    | 2    | 1    | 2    | —    | 2        |
| Wimbledon       | —    | —    | —    | 2    | 1    |      | 2    | 1    | —    | 2        |
| US Open         | 1    | —    | —    | 1    | 1    | 1    | 1    | 2    | —    | 2        |